# Labanda pamphosalis
Labanda pamphosalis är en fjärilsart som beskrevs av Walker 1859. Labanda pamphosalis ingår i släktet Labanda och familjen trågspinnare. Inga underarter finns listade i Catalogue of Life.